# Alix Faßmann

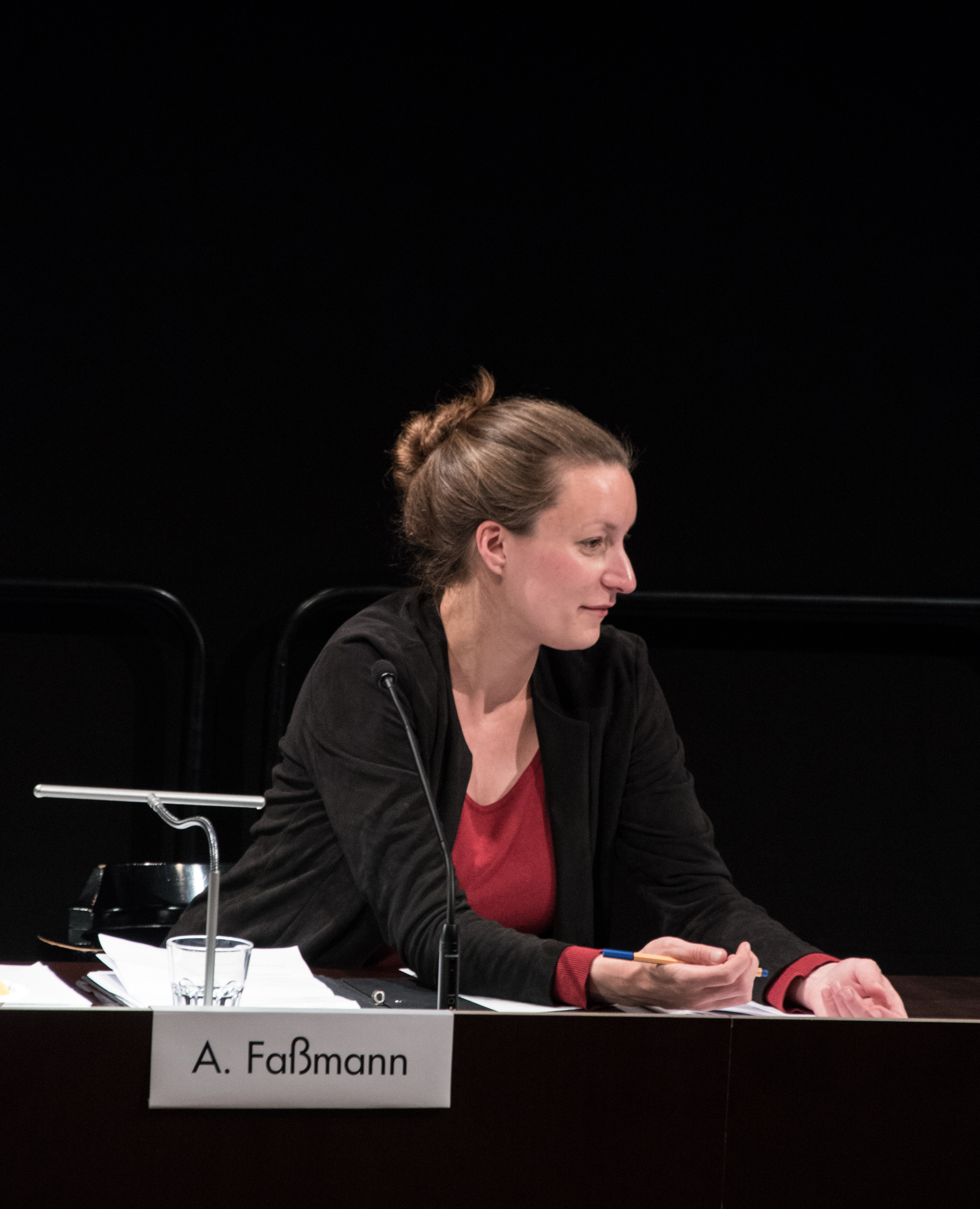
Alix Faßmann beim Kapitalismustribunal, Wien 2016

Alix Faßmann (geboren 1983 in Hannover) ist eine deutsche Journalistin und Buchautorin.

## Leben
Nach ihrem Abitur am Matthias-Claudius-Gymnasium Gehrden ging sie als Au-Pair für ein Jahr nach London. Danach studierte sie Sozialwissenschaften in Osnabrück. Während des Studiums macht sie ein Praktikum bei den Elmshorner Nachrichten, entwickelte dort eine neue Beilage und erhielt 2005 dafür den Lokaljournalistenpreis der Konrad-Adenauer-Stiftung. Nach Beendigung ihres Studiums wurde sie erst Volontärin, schließlich Redakteurin beim Berliner Kurier. Ab 2010 arbeitete sie als parteilose Redakteurin für das Nachrichtenbüro des SPD-Parteivorstands. Dort kündigte sie 2011 und ging für ein Jahr nach Italien. Zurück in Berlin arbeitete sie etwa ein weiteres Jahr erneut für den Berliner Kurier.
2014 erschien ihr erstes Buch Arbeit ist nicht unser Leben bei Bastei Lübbe in Köln. Der Untertitel lautet „Anleitung zur Karriereverweigerung“. Das Buch wurde als prototypische Haltung der Generation Y bezeichnet.
Ebenfalls 2014 gründete sie gemeinsam mit dem Dramaturgen Anselm Lenz und dem Schauspieler Jörg Petzold in Berlin-Neukölln den Verein Haus Bartleby, der 2017 aufgelöst wurde. 2016 organisierte der Verein in Wien Das Kapitalismustribunal.
Heute ist sie als freie Journalistin für den Berliner Tagesspiegel tätig, wo sie vor allem über lokale Wirtschaftsthemen schreibt.

## Publikationen
- Arbeit ist nicht unser Leben: Anleitung zur Karriereverweigerung. Bastei Lübbe, Köln 2014, ISBN 978-3-7857-6104-5.
- Haus Bartleby (Hrsg.): Sag alles ab! Plädoyers für den lebenslangen Generalstreik. Herausgegeben von Alix Faßmann, Anselm Lenz, Jörg Petzold und Patrick Spät. Edition Nautilus, Hamburg 2015, ISBN 978-3-89401-824-5.[7]
- Haus Bartleby (Hrsg.): Das Kapitalismustribunal. Zur Revolution der ökonomischen Rechte (Das rote Buch). Herausgegeben von Alix Faßmann, Anselm Lenz und Hendrik Sodenkamp. Übersetzt von Corinna Popp, Viktor Kucharski, Anselm Lenz. Haus Bartleby e. V. Passagen Verlag, Wien 2016, ISBN 978-3-7092-0220-3.
- Alix Faßmann: These 46: Hier stehen wir, wir können auch anders. In: Wilhelm Genazino (Hrsg.): Freiheit und Verantwortung, 95 Thesen heute. J.B. Metzler, Stuttgart 2016, ISBN 978-3-476-02686-6, S. 137 ff.

## Auszeichnungen
- 2016: Nominierung für den Nestroy-Theaterpreis mit dem Haus Bartleby (Spezialpreis für das Kapitalismustribunal)
- 2005: Lokaljournalistenpreis